# Haagse Kunstkring
De Haagse Kunstkring is een vereniging in Den Haag voor en van kunstenaars en kunstliefhebbers. Onder de leden zijn beeldende kunstenaars, architecten, schrijvers, voordrachtskunstenaars, fotografen, musici en vormgevers.

## Geschiedenis
De vereniging werd in 1891 opgericht door onder anderen kunstschilders Théophile de Bock, Jan Toorop, Johan Thorn Prikker en architect Paul du Rieu. De schrijver Marcellus Emants werd de eerste voorzitter. De Kunstkring vestigde zich aan de Herengracht in Den Haag en verhuisde in 1956 naar de Denneweg.
In 1892 organiseerde Jan Toorop in het gebouw van de vereniging de eerste overzichtstentoonstelling van werk van Vincent van Gogh, controversiële kunst van een nog onbekend kunstenaar. Op 10 januari 1923 hielden Dadaïsten, waaronder Kurt Schwitters en Theo van Doesburg, in de Kunstkring de eerste bijeenkomst van de Dada-tournee door Nederland.
Ter gelegenheid van het 100-jarig bestaan werd de vereniging in 1991 onderscheiden met de Stadspenning van de gemeente Den Haag.

## Galerij

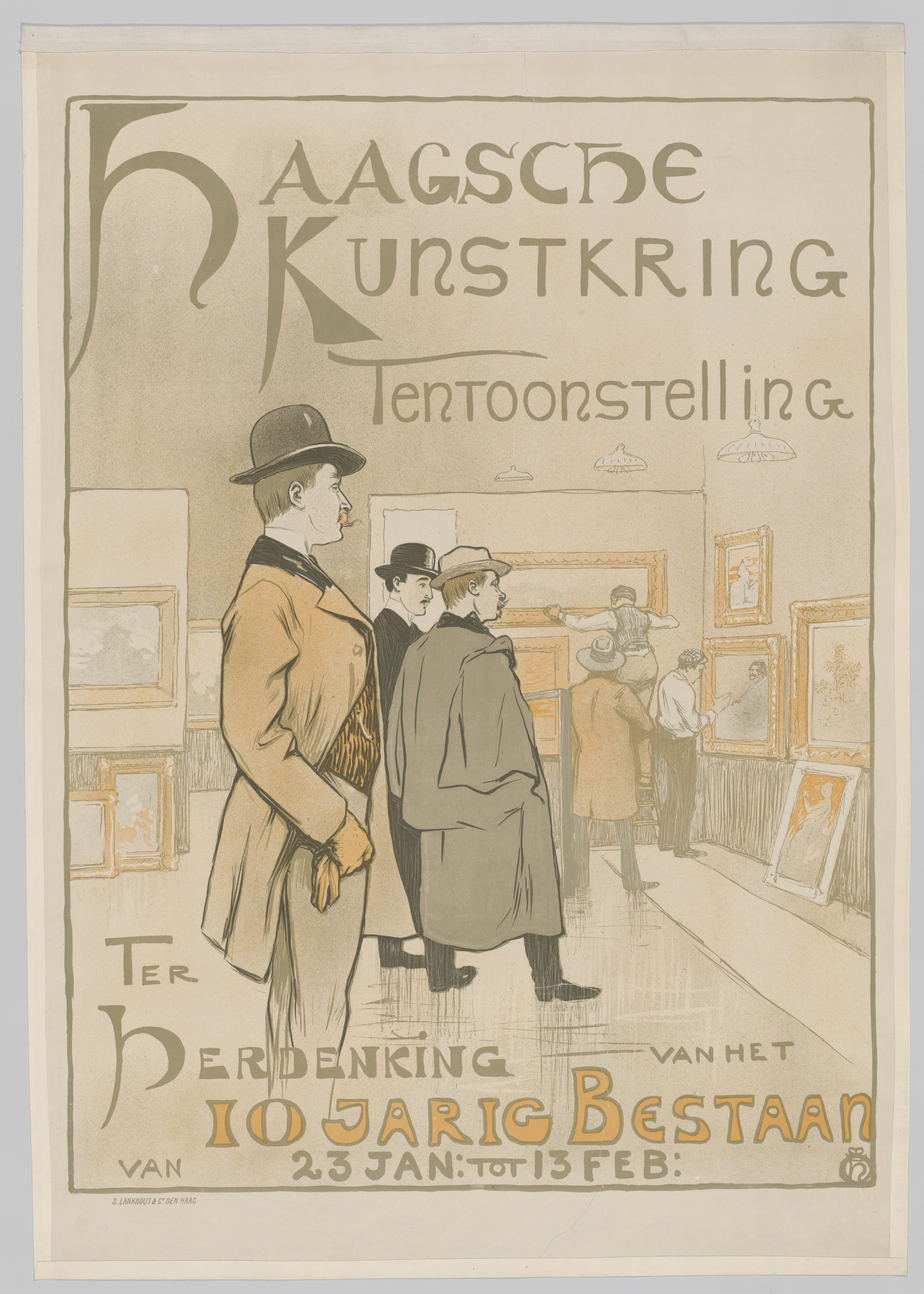
Jubileumtentoonstelling Haagse Kunstkring (1901)
Ontwerp van Jan Toorop voor de Haagse Kunstkring (1892)
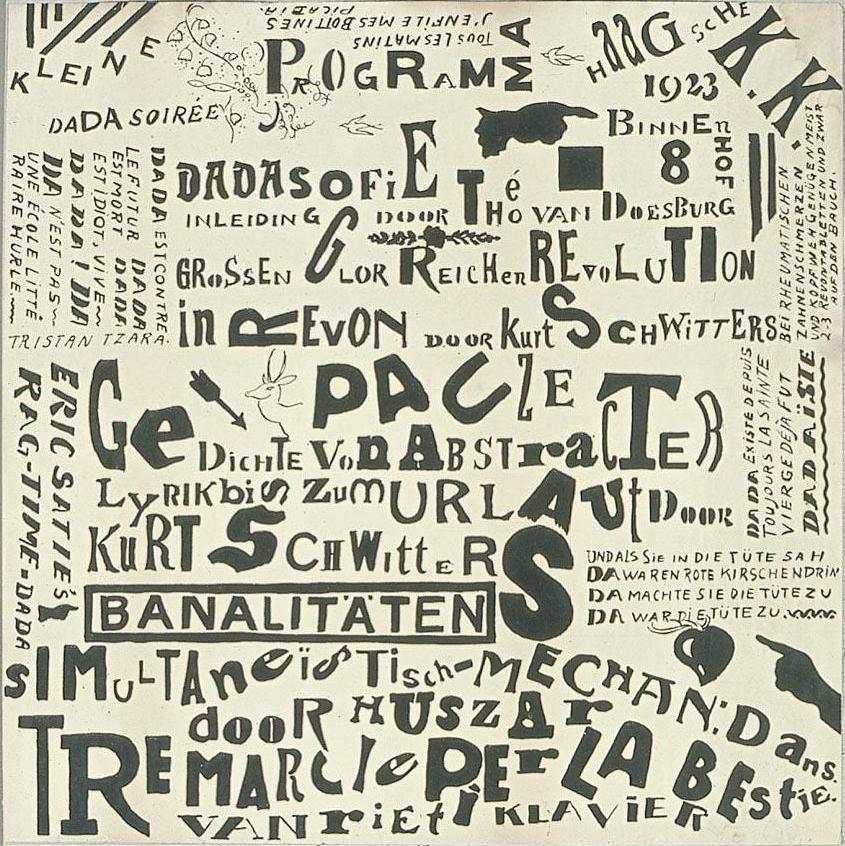
Theo van Doesburg: Affiche Kleine Dadasoirée Haagsche Kunstkring (1922/23)
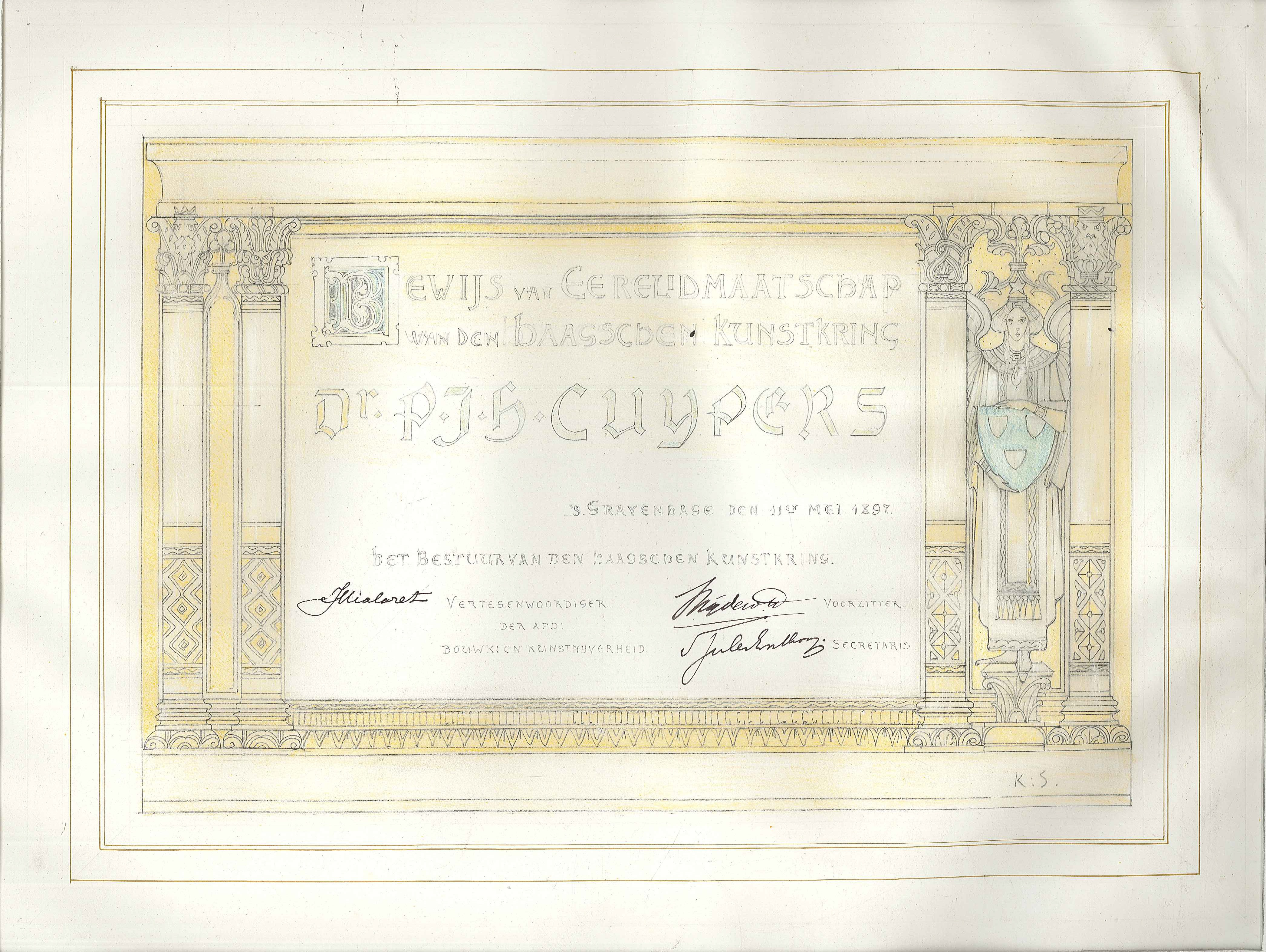
Bewijs van lidmaatschap Pierre Cuypers (1897)
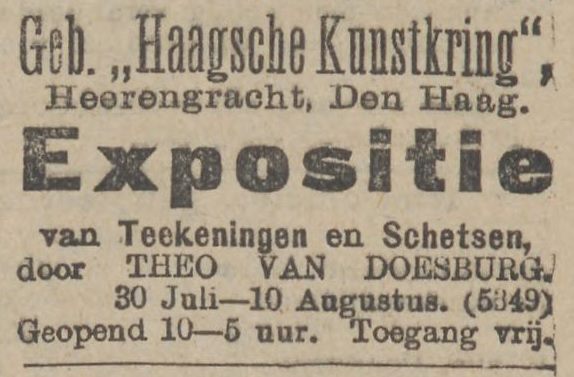
Expositie van tekeningen en schetsen door Theo van Doesburg (1908)
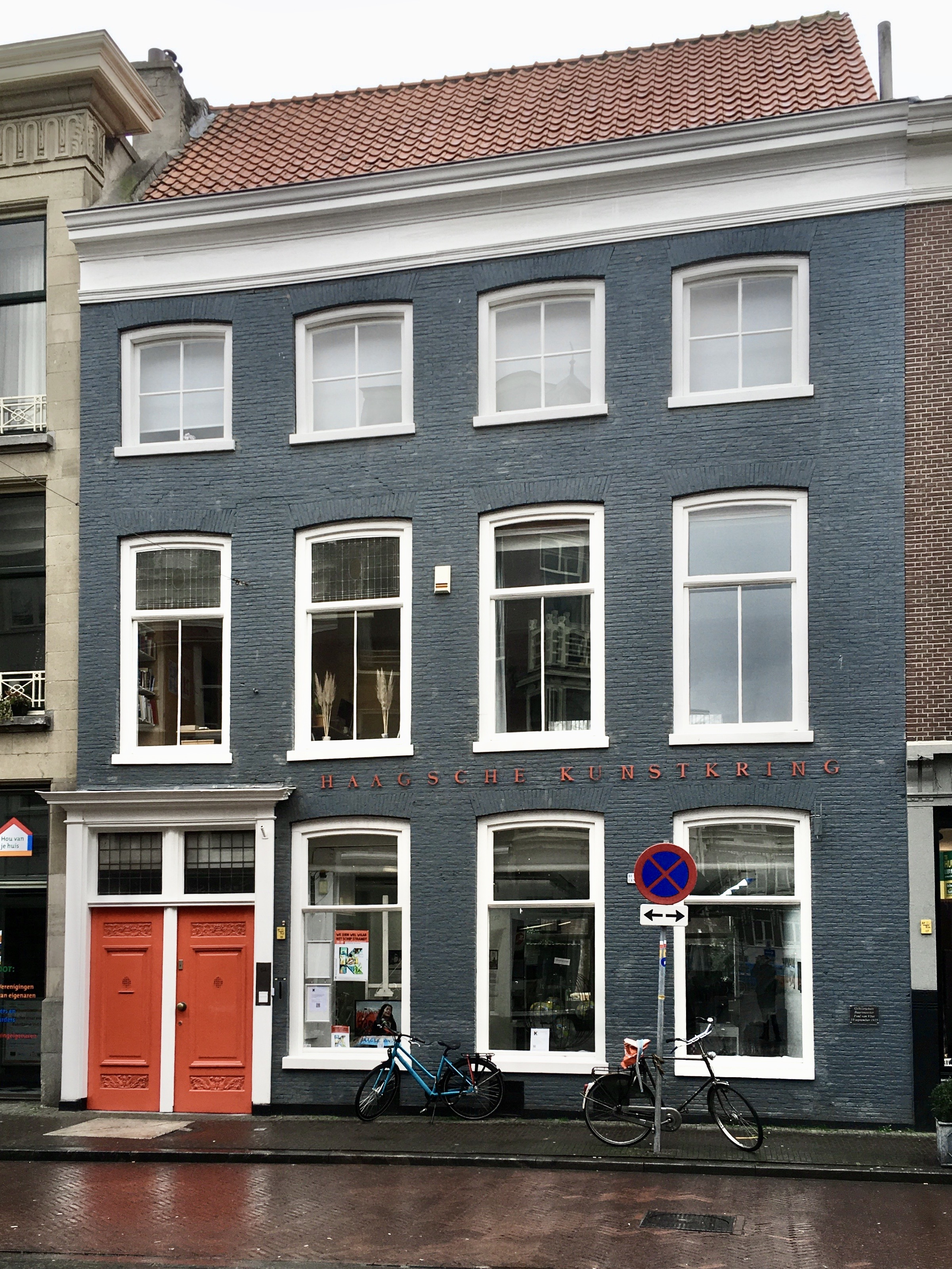
Haagse Kunstkring (2021)
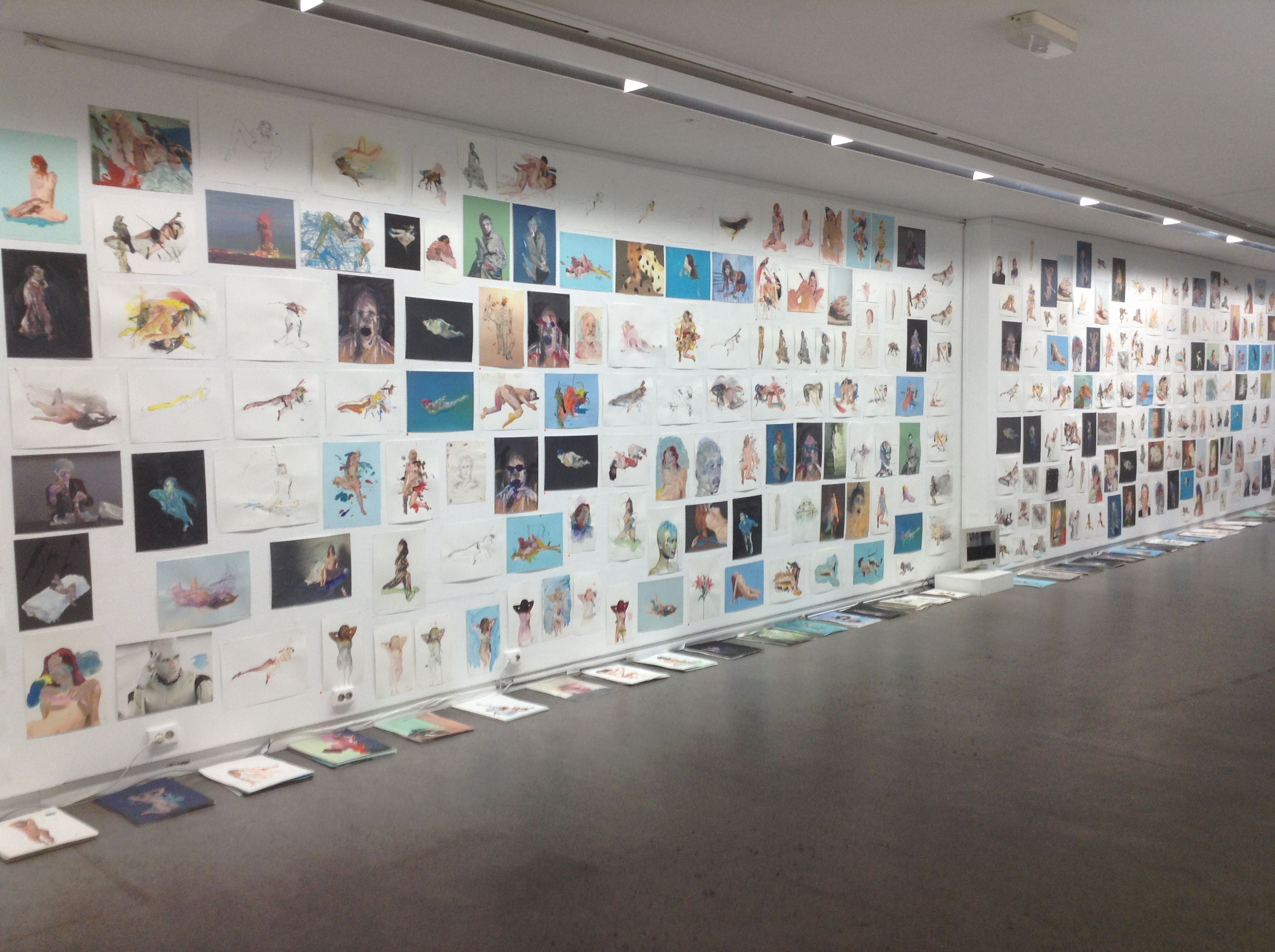
Haagse Kunstkring, tentoonstelling (2018)

## Bekende leden
- Cor Alons, industrieel ontwerper
- Ed Annink, grafisch- en industrieel ontwerper
- Peter van Anrooy, componist, dirigent
- Kees van Baaren, componist, muziekpedagoog
- Karel de Bazel, architect, graveur, tekenaar, ontwerper
- Hendrik Petrus Berlage, architect
- Pieter Biesiot, beeldhouwer, meubelontwerper en tekenaar
- J.C. Bloem, dichter en essayist[5]
- Esther de Boer-van Rijk, actrice
- Kees van Bohemen, kunstschilder
- Ferdinand Bordewijk, schrijver, dichter, erelid van de Haagse Kunstkring
- Henri Borel, schrijver en journalist[5]
- Louis Bouwmeester, toneel- en filmacteur[5]
- Co Brandes, architect
- Abraham Bredius, kunstkenner en -verzamelaar, erelid van de Haagse Kunstkring
- Cyriel Buysse, schrijver, dichter[5]
- Fie Carelsen, actrice
- Simon Carmiggelt, schrijver
- Paul Citroen, kunstschilder, tekenaar, fotograaf, ontwerper
- Theo Colenbrander, plateelschilder, vormgever
- Ko Cossaar, kunstschilder, erelid van de Haagse Kunstkring
- Pierre Cuypers, architect
- Miep Diekmann, schrijfster, journaliste, erelid van de Haagse Kunstkring
- Theo van Doesburg, kunstschilder
- Sem Dresden (schrijver), literatuurwetenschapper, romanist en essayist
- Pieter Droogleever Fortuyn, politicus
- Simone Dubois, schrijster, vertaalster
- Pierre H. Dubois, schrijver
- Jan Duiker, architect
- Clara Eggink, dichteres, prozaschrijfster en vertaalster
- Margaretha Ferguson, schrijfster, journaliste en vertaalster
- Gerard Fieret, fotograaf
- Dimitri Frenkel Frank, toneelacteur, recensent, filmregisseur en schrijver
- Lotti van der Gaag, beeldhouwster, kunstschilderes
- Sacha van Geest, vormgever, musicus
- Jaap Geraedts, componist en fluitist
- Hella Haasse, schrijfster, dichteres
- Jan van Heel, kunstschilder
- Theo van Hoytema, tekenaar, lithograaf en grafisch ontwerper
- Vilmos Huszár, kunstschilder, ontwerper
- Jozef Israëls, kunstschilder, erelid van de Haagse Kunstkring
- Otto Ketting, componist, dirigent, erelid van de Haagse Kunstkring
- Herman van der Kloot Meijburg, architect[5], van 1932 - 1938 voorzitter
- Christien Kok, schrijfster

- Hans Kolfschoten, burgemeester van Den Haag
- Willem van Konijnenburg, schilder, cartoonist, graficus[5]
- Max Koot, fotograaf
- Alexander Kropholler, architect
- Carla Krutzen, Beeldend Kunstenaar
- Daniël de Lange, musicus, erelid van de Haagse Kunstkring
- Ignace Lilien, componist
- Cor van der Lugt Melsert, acteur en toneelleider[5]
- Luc Lutz, acteur
- Johann Gottfried Hendrik Mann, componist, pianist, dirigent
- Jacob Maris, kunstschilder, erelid van de Haagse Kunstkring
- Johan Hendrik van Mastenbroek, kunstschilder
- Han van Meegeren, kunstschilder en -vervalser
- Fokko Mees, graficus, tekenaar, illustrator
- Pieter Cornelis de Moor, kunstschilder, wandschilder, illustrator, aquarellist, tekenaar, etser
- Martinus Nijhoff, dichter, toneelschrijver, vertaler en essayist[5]
- Willem Noske, violist, muziekhistoricus
- Theo Olof, violist, auteur
- Bas van Pelt, binnenhuisarchitect en meubelontwerper
- Peter Polderman, kunstschilder
- Suze Robertson, kunstschilderes en tekenares
- Auguste Rodin, beeldhouwer[5]
- Richard Roland Holst, schilder, tekenaar, lithograaf, boekbandontwerper[4]
- Annie Salomons, schrijfster, dichteres en vertaalster[5]
- Henriette van der Schalk, dichteres en socialiste[4]
- Sjoerd Schamhart, architect
- Johan D. Scherft, etser, schilder, etsdrukker en galeriehouder
- Thérèse Schwartze, kunstschilderes
- Martin Sjardijn, kunstschilder, schrijver, dichter
- Willy Sluiter, kunstschilder, tekenaar en grafisch ontwerper
- Noto Soeroto, journalist, schrijver, cultuuractivist, danser en dichter[5]
- Arnold Spoel, operazanger, muziekpedagoog, componist en dirigent
- Louis Stotijn, dirigent, fagottist
- Victor de Stuers, kunstkenner, erelid van de Haagse Kunstkring
- Jaap Vegter, striptekenaar, cartoonist, schrijver
- Jan Hendrik Verstegen, kunstschilder, van 1990 - 1991 voorzitter
- Paul van Vliet, cabaretier, schrijver
- Albert Vogel sr., voordrachtskunstenaar, van 1926 - 1932 voorzitter
- Ellen Vogel, actrice
- Rein Edzard de Vries, acteur
- Johan Wagenaar, componist
- Ellen Warmond, dichteres
- Henk Wegerif, architect, van 1938 - 1942 voorzitter
- Jan Wils, architect, van 1919 - 1922 voorzitter
- Hendrik Wouda, architect en meubelontwerper
- Piet Zwart, typograaf